# جان بریتلتون
جان بریتلتون (انگلیسی: John Brittleton؛ ۵ مه ۱۹۰۶ – 1982 (aged 76)) بازیکن فوتبال اهل بریتانیا بود.
از باشگاه‌هایی که در آن بازی کرده‌است می‌توان به باشگاه فوتبال استون ویلا اشاره کرد.